# 訃報 1982年8月
訃報 1982年8月（ふほう 1982ねん8がつ）では、1982年（昭和57年）8月中に物故した、又は物故が報じられた人物についてまとめる。

## （1日 - 15日）

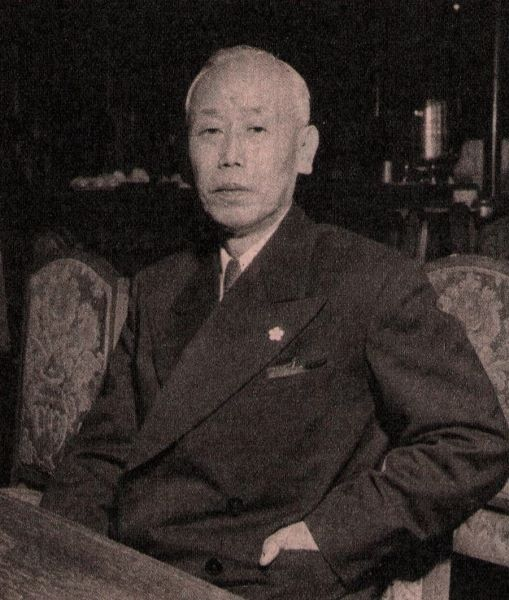
木村篤太郎／8月8日没

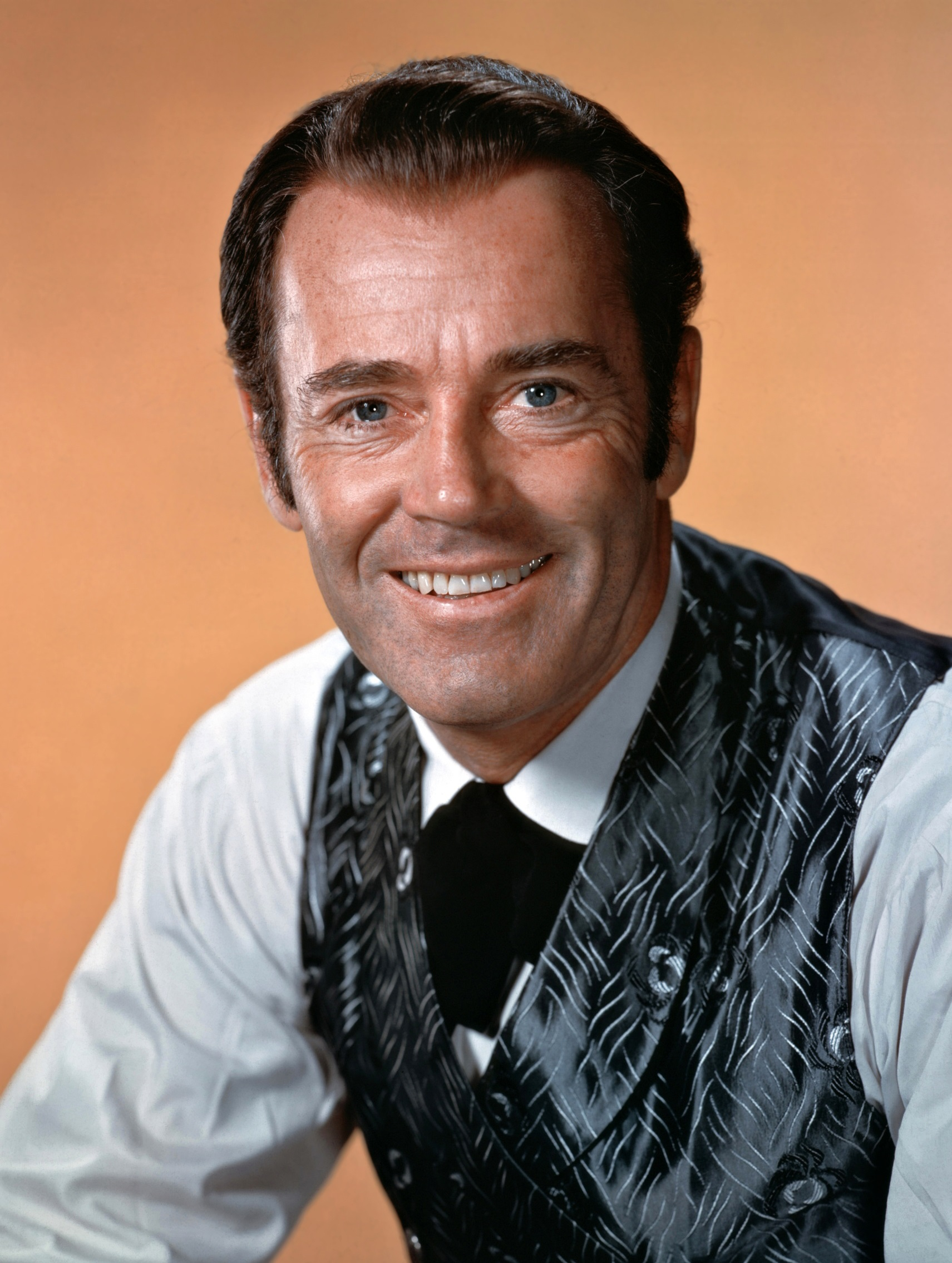
ヘンリー・フォンダ／8月12日没

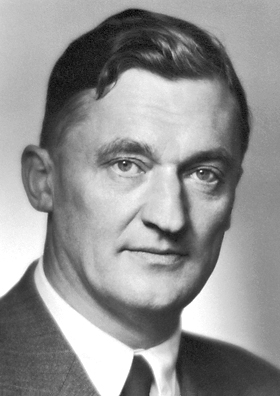
ヒューゴ・テオレル／8月15日没

- 8月8日 - 木村篤太郎、第19代検事総長・第16代第一東京弁護士会会長・初代法務大臣・初代保安庁長官・初代防衛庁長官・初代全日本剣道連盟会長（* 1886年）
- 8月12日 - ヘンリー・フォンダ、俳優・映画プロデューサー（* 1905年）
- 8月15日 - ヒューゴ・テオレル、生化学者（* 1903年）

## （16日 - 31日）

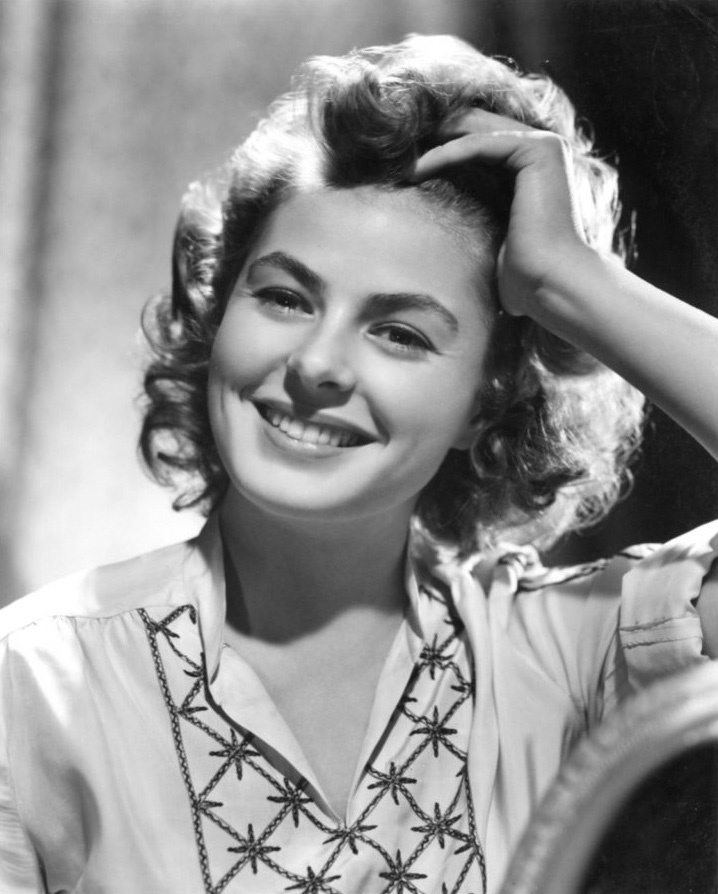
イングリッド・バーグマン／8月29日没

- 8月16日 - 藤田まさと、作詞家（* 1908年）
- 8月21日 - 大野林火、俳人（* 1904年）
- 8月22日 - 鹿児島寿蔵、人形作家・歌人（* 1898年）
- 8月23日 - スタンフォード・ムーア、生化学者（* 1913年）
- 8月29日 - イングリッド・バーグマン、女優（* 1915年）
- 8月29日 - オスマン・ユセフ、俳優（* 1920年）